# Jørgen Henriksen
Jørgen Henriksen (ur. 16 lipca 1942 we Frederiksbergu) – duński piłkarz występujący na pozycji bramkarza.

## Kariera klubowa
Henriksen karierę rozpoczynał w sezonie 1965 w pierwszoligowym zespole Hvidovre IF. W sezonie 1966 zdobył z nim mistrzostwo Danii. W sezonie 1968 grał w amerykańskim Boston Beacons z ligi NASL. W 1969 roku wrócił do Hvidovre, a w 1970 roku przeszedł do holenderskiego FC Utrecht. Jego barwy reprezentował przez sześć sezonów, rozgrywając przez ten czas 146 spotkań w Eredivisie. W 1976 roku odszedł do Hvidovre, grającego już w drugiej lidze. W 1978 roku zakończył tam karierę.

## Kariera reprezentacyjna
W reprezentacji Danii Henriksen zadebiutował 25 czerwca 1967 w zremisowanym 1:1 meczu Mistrzostw Nordyckich ze Szwecją. W latach 1967–1972 w drużynie narodowej rozegrał 5 spotkań.